# Norman Hallows
Norman Frederick Hallows (né le 29 décembre 1886 à Doncaster et décédé le 16 octobre 1968 à Marlborough) est un athlète britannique spécialiste du demi-fond. Affilié à l'Université d'Oxford, il mesurait 1,75 m pour 60 kg.

## Biographie

### Palmarès
| Date | Compétition           | Lieu    | Résultat | Épreuve                        | Performance  |
| ---- | --------------------- | ------- | -------- | ------------------------------ | ------------ |
| 1908 | Jeux olympiques d'été | Londres | 3e       | 1 500 mètres                   | 4 min 04 s 0 |
| 1908 | Jeux olympiques d'été | Londres | 1er      | 3 miles par équipes par équipe | 6 points     |

### Records
| Épreuve             | Performance   | Date |
| ------------------- | ------------- | ---- |
| 1 500 mètres        | 4 min 03 s 4  | 1908 |
| Mile                | 4 min 30 s 0  | 1909 |
| 3 miles par équipes | 14 min 53 s 4 | 1908 |